# Наш Крим
«Наш Крим»  = Our Crimea = Bizim Qırımımız — науковий продовжуваний міждисциплінарний часопис, що з 2015 р. видається Інститутом української археографії та джерелознавства ім. М. С. Грушевського НАН України за матеріалами щорічних міжнародних наукових конференцій «Крим в історії України», заснованих 5 березня 2014 року.
Основною метою часопису є всебічне висвітлення найрізноманітніших питань кримської історії та культури від найдавніших часів до сьогодення. Важливо відмітити, що протягом всієї своєї історії Крим був тісно пов'язаний з Україною, що і висвітлюється у часописі.
Важливим напрямком редакційної політики є публікація джерел та історіографічних досліджень з історії та культури Криму. 
Збірка є міждисциплінарним друкованим органом, що залучає до участі науковців з різних сфер знання, представників найрізноманітніших методологічних напрямків.   
Робочими мовами статей та матеріалів, що публікуються у збірці «Наш Крим», є українська, кримськотатарська та англійська.

## Редактори
- Гордієнко Дмитро Сергійович (2015 p. —)
- Корнієнко Вячеслав Васильович (2015 p. —)

## Редакційна колегія
- д. іст. н. Папакін Георгій Володимирович (голова)
- к. іст. н. Маврін Олександр Олександрович (заступник голови)
- д., проф. Ковальчик Рафал (м. Лодзь, Республіка Польща)
- д. іст. н., проф. Мицик Юрій Андрійович
- д. іст. н., проф. Піскун Валентина Миколаївна
- д. іст. н. Однороженко Олег Анатолійович
- д. іст. н. Брехуненко Віктор Анатолійович
- д. іст. н. Корнієнко Вячеслав Васильович
- к. іст. н. Бурім Дмитро Васильович
- к. іст. н. Гордієнко Дмитро Сергійович
- к. іст. н. Сінкевич Наталя Олександрівна (м. Тюбінген, ФРН)
- Кравець Марина (м. Торонто, Канада)

## Перший випуск
Наш Крим. = Our Crimea = Bizim Qırımımız. — Вип. I: Збірка статей за матеріалами Першої Міжнародної наукової конференції «Крим в історії України», присвяченої 700-літтю спорудження мечеті хана Узбека в Старому Криму / За ред. Д. С. Гордієнка та В. В. Корнієнка. — К., 2015. — 264 с.

## Другий випуск
Наш Крим = Our Crimea = Bizim Qırımımız. — Вип. ІІ: Збірка статей за матеріалами Другої Міжнародної наукової конференції «Крим в історії України», присвяченої 160-й річниці капітуляції Росії у Кримській війні 1853—1856 рр. / ред. кол. Г. Папакін (голова); за ред. Д. Гордієнка та В. Корнієнка. — К., 2016. — 284 с.